# Dragone (natante)
Il Dragone è un natante a vela da regata progettata nel 1926 dal norvegese Johan Anker e armata con fiocco, randa e spinnaker da un equipaggio di 3 persone. La classe velica relativa ha fatto parte del programma dei Giochi olimpici da Londra 1948 a Monaco di Baviera 1972.

## Giochi olimpici

Oltre il sistema che caratterizza l'imbarcazione a deriva mobile (da Sx a Dx) quale la classe "Finn" e la classe "Flying Dutchmann" vi sono quelle a chiglia alla quale appartiene la classe "Star", "la Dragone" (quella con scafo marrone, chiglia grigia) e la classe internazionale 5,5 metri. Queste imbarcazioni furono presenti alle Olimpiadi del 1960-64-68.

- Londra 1948
- Helsinki 1952
- Melbourne 1956
- Roma 1960
- Tokyo 1964
- Città del Messico 1968
- Monaco di Baviera 1972